# Михалёво (Орловская область)
Михалёво – деревня, административный центр Петушенского сельского поселения в Новосильском районе Орловской области России.

## География
Располагается на холмистой местности вблизи Михайловского отвершка (бокового оврага), по обоим берегам реки Пшевки в 8 км от районного центра Новосиля.

## Название
Ранее поселение имело другое название «Михалева Пустошь». Ойконим получил название от фамилии Михале(ё)в. Второе слово в названии «пустошь» говорит о том, что это место по каким-то причинам было оставлено людьми и через некоторое время заселено вновь. И слово пустошь- стало частью ойконима — имени собственного. Такое название говорит о древности поселения.

## Описание
Поселение под названием «Михалевка деревня владения однодворцев» встречается в Планах дач генерального и специального межевания за 1778 год. В 4-й ревизской сказке (1782 год) Тульского наместничества Новосильской округи упоминается деревня Пустошь Михалёва, заселённая однодворцами и их крестьянами. Деревня относилась к приходу Соборной Успенской церкви города Новосиля. С 1892 года вместо земской школы была открыта школа грамоты. 
В 1915 году в деревне насчитывалось 51 крестьянских дворов. Имелась церковно-приходская школа.

## Население
| 1857 | 1859 | 1915 | 2010 |
| ---- | ---- | ---- | ---- |
| 275  | ↘272 | ↗315 | ↘8   |